# Sonic Seducer
Sonic Seducer —  немецкий журнал, посвящённый альтернативной музыке и культуре. Основными направлениями журнала являются готическая музыка, индастриал и метал-музыка. Издается с 1995 года. Один из самых успешных журналов о тёмной сцене в Германии. 
Журнал известен организацией ежегодного музыкального фестиваля M’era Luna.
Каждый номер содержит раздел новостей, интервью с музыкантами, статьи о группах и проектах, обзоры живых выступлений, рецензии на музыкальные релизы, книги и игры, а также расписание будущих концертов. Часто выходят специальные номера, посвященные различным темам.